# Granota de Palau
La granota de Palau o granota de terra arrugada de Palau (Cornufer pelewensis), és una espècie de granota de la família dels Ceratobatrachidae. És endèmica de Palau.
La granota femella adulta mesura més de 60 mm de longitud i el mascle de 30-35 mm. La pell del dors pot ser marró, marró o groc. Algunes persones tenen marques estampades. De vegades hi ha un color rosat o porpra prop de l'engonal.
Aquestes granotes viuen a gran part de Palau, a totes les illes més grans i moltes de les més petites, però cap al sud-oest. Els científics han observat que les granotes no viuen en algunes illes que tenen hàbitats adequats.
Els seus hàbitats naturals són boscos secs subtropicals o tropicals, boscos de terra baixa humida subtropical o tropical, boscos de manglars subtropicals o tropicals, sabana seca, sabana humida, matollar sec subtropical o tropical, matolls humits subtropicals o tropicals, zones rocoses, coves, plantacions, jardins rurals, zones urbanes, antics boscos molt degradats i càrstics artificials. Aquestes granotes poden tolerar hàbitats que han estat alterats pels humans, no només boscos sinó també patis i granges.
Experimenten un desenvolupament directe, eclosionant com a granotes en lloc de capgrossos. Els científics saben poc sobre els seus hàbits d'aparellament, però especulen que, a causa de la gran disparitat de mida entre les granotes mascles i femelles, no pateixen amplexus.